# Ikva
Ikva (tiếng Ukraina: Іква) là một sông tại Ukraina, là một phụ lưu hữu ngạn của sông Styr và chảy qua các tỉnh Lviv, Ternopil và Rivne (cao nguyên Volhynia).

## Mô tả
Sông có chiều dài 155 kilômét (96 mi) và diện tích lưu vực là 2.250 kilômét vuông (869 dặm vuông Anh). Trên sông có một hồ chứa nằm gần Mlyniv. Trong số các phụ lưu chính có sông Tartatska (hữu ngạn). Thành phố Dubno nằm ven sông Ikva.
Thung lũng sông ở thượng lưu có dạng lòng máng, độ dốc lớn, chiều rộng vượt quá 5 km tại hạ du. Vùng bãi bồi chủ yếu nằm ở hai bên bờ, đôi khi là đầm lầy, rộng từ 100-200 đến 650 m. Sông hơi uốn khúc (khúc quanh lớn nhất là gần các làng Viinytsia và Ostriiv), ở một số khu vực được điều tiết bởi các ao và hồ chứa (đặc biệt là Mlynivske). Sông rộng 5–25 m, sâu 0,5-2,2 m. Độ dốc của sông 0,89 m/km. Lưu lượng nước trung bình là 5,5 m³/s, tối đa là 77 m³/s. Có các trạm thủy văn gần làng Mlynivtsi (từ năm 1945) và gần thị trấn Mlyniv (từ năm 1939).

## Vị trí
Ikva bắt nguồn từ làng Chernytsia, huyện Zolochiv, tỉnh Lviv. Trong tỉnh Lviv sông chảy từ tây sang đông, trong tỉnh Ternopil (huyện Kremenets) sông quay về phía bắc và đông bắc, và từ thành phố Dubno (huyện Dubno, tỉnh Rivne) đến cửa sông thì sông chảy theo hướng tây bắc. Ikva chảy vào Styr gần làng Torhovytsia (tỉnh Rivne).

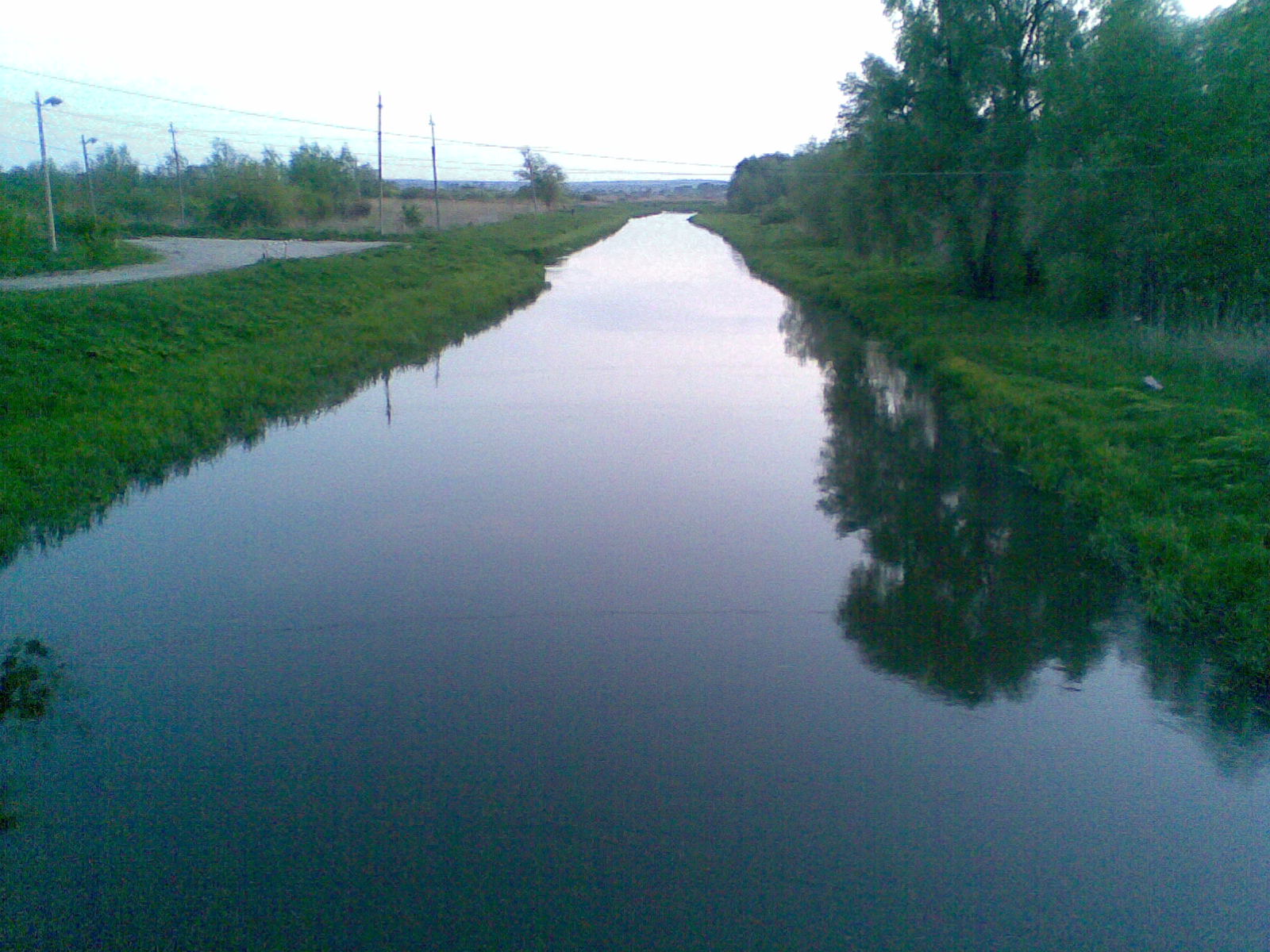
Sông Ikva

Sông chảy qua Voroniaki, qua dãy núi Kremenets (từ phía tây và tây bắc), trong ranh giới của Công viên Tự nhiên Quốc gia Dãy núi Kremenets, qua đồng bằng Kremenets-Dubno và cao nguyên Volhynia.
Sông chảy qua thành phố Dubno và khu định cư kiểu đô thị Mlyniv, cũng như các làng: Andruha, Bereh, Bohdanivka, Velyki Mlynivtsi, Dobryatyn, Dunayiv, Ikva, Koblyn, Komarivka, Kulykiv, Mali Berezhtsi, Mantyn, Maslyanka, Mynʹkivtsi, Novyy Kokoriv, Novyna-Dobryatyns'ka, Ozliyiv, Ostriyiv, Rudka, Popivtsi, Savchytsi, Sapaniv, Sapanivchyk, Staryy Kokoriv, Stomorhy, Travneve và Chernytsia.

## Phụ lưu
Các phụ lưu chính của Ikva: Sosnovyk, Virlyanka, Povchanka (tả ngạn); Sametsʹ, Lyudomyrka, Tartachka, Halka, Lypka (hữu ngạn).